# Parapresbytis
Parapresbytis — вимерлий рід мавп-колобінів, що жив у північно-східній Азії в середньому-пізньому пліоцені. Він представлений одним видом, відомим як Parapresbytis eohanuman, останки якого знайдені в Забайкаллі.

## Опис
Parapresbytis була великою мавпою, ліктьова кістка якої за розміром порівнювалася з павіаном чакма. За оцінками, його вага становить понад 30 кг. Попри розмір, морфологія ліктя Parapresbytis вказує на те, що це був альпініст, і тому можна припустити, що він вів переважно деревний спосіб життя. Це добре збігається з палеокліматом пліоценової північно-східної Азії, яка в той час, коли жив Парапресбітіс, була вкрита теплими лісами.